# テイク・オフ・ユア・パンツ・アンド・ジャケット
『テイク・オフ・ユア・パンツ・アンド・ジャケット』 (Take Off Your Pants and Jacket) は、アメリカのポップ・パンクバンド、ブリンク 182の4枚目のアルバム。2001年6月12日にMCAレコードから発売された。音楽プロデューサーは、1999年発売のアルバム『エニマ・オブ・アメリカ』を手掛けたジェリー・フィンがプロデュースした。

## 解説
バンドの3枚目のアルバム『エニマ・オブ・アメリカ』の発売から約1年半経ってから彼らは、サンディエゴのスタジオで、3週間過ごし、新曲を書いた。

## 収録曲
1. アンセム・パート2 - Anthem Part Two - 3:48
2. オンライン・ソングス - Online Songs - 2:25
3. ファースト・デート（英語版） - First Date - 2:51
4. ハッピー・ホリデイズ,ユー・バスタード - Happy Holidays, You Bastard - 0:42
5. ストーリー・オブ・ア・ロンリー・ガイ - Story of a Lonely Guy - 3:39
6. ザ・ロック・ショウ（英語版） - The Rock Show - 2:51
7. ステイ・トゥゲザー・フォー・ザ・キッズ（英語版） - Stay Together for the Kids - 3:59
8. ローラー・コースター - Roller Coaster - 2:47
9. レックレス・アバンダン - Reckless Abandon - 3:06
10. エヴリタイム・アイ・ルック・フォー・ユー - Everytime I Look for You - 3:05
11. ギヴ・ミー・ワン・グッド・リーズン - Give Me One Good Reason - 3:18
12. シャット・アップ - Shut Up - 3:20
13. プリーズ・テイク・ミー・ホーム - Please Take Me Home - 3:05

- レッド・テイク・オフ・バージョン

1. タイム・トゥー・ブレイク・タイム - Time to Break Up - 3:04
2. マザーズ・デイ - Mother's Day - 1:37

- イェロー・パンツ・バージョン

1. ワット・ウェント・ロング - What Went Wrong - 3:13
2. ファック・ア・ドッグ - Fuck a Dog - 1:25

- グリーン・ジャケット・バージョン

1. ドント・テル・ミー・イッツ・オーバー - Don't Tell Me It's Over - 2:34
2. ウェン・ユー・ファックドゥ・グランパ - When You Fucked Grandpa - 1:39